# 全米作家協会
全米作家協会 (ぜんべいさっかきょうかい、英語: The Authors Guild、略称: AG) は、著作権の保護、言論の自由の擁護、および出版業界との公正な契約取引を通じた著作家の経済的地位向上を目的とするアメリカ合衆国の業界団体である。「アメリカ作家協会」、「米国作家協会」、「米作家協会」と呼ばれることもある。
著作家を対象とする業界団体は複数あるが、中でもAGは米国内で最古かつ最大の組織である。1912年に全米作家連盟 (The Authors League of America、略称: ALA) として設立され、1921年には権利保護の対象者を絞った形で現在のAGへと改名した。ノーベル文学賞、ピューリッツァー賞や全米図書賞などの受賞者がAGの歴代理事および評議会メンバーに名を連ね、協会員は9,000名超である。
AGはロビー活動にも積極的で、検閲の排除や税制問題、著作権保護などに関してアメリカ連邦政府あるいは州政府レベルに働きかけを行っている。また著作権侵害を巡ってIT大手Googleなどを相手取り、集団訴訟を申し立てて世論を二分したことでも知られている。

## 団体概要

### 沿革
1912年、アメリカのニューヨーク市にて全米作家連盟 (The Authors League of America、略称: ALA) として設立され、初代会長は後のイギリス首相で著作家のウィンストン・チャーチルが務めた。なお、ALA設立の3年前にあたる1909年には、アメリカ連邦議会によって著作権法が改正され、著作権の保護期間が延長された社会的背景がある。
ALA設立当初は文学 (フィクションおよびノンフィクション) 作家だけでなく、劇作家や作詞・作曲家なども加入の対象としていた。1919年に全米劇作家協会 (The Dramatists Guild of America、略称: DGA) が設立されて分離独立したのを受け、1921年に全米作家連盟 (ALA) は全米作家協会 (AG) に改名した。以降、映画・テレビ・ラジオの脚本家、劇作家、作詞家、作曲家を対象とした活動はDGAが中心となって担っている。一方AGは、小説家、歴史家、ジャーナリスト、詩人、イラストレーターなど、主に出版業界を通じて作品を発表する著作家を権利保護と人材育成の対象としている。

### 会員資格とサービス
AGの協会員は上述の著作家の他に、著作物を出版社に売り込む著作権エージェント、著作家の著作権や印税を管理代行する財団・弁護士・会計士なども含まれる。協会員は、出版社との契約に関する法的アドバイス、保険サービス、ライセンス料や印税などに関するサポートをAGから受けることができる。また協会員のうち、主に学生や若手著作家の会員を対象として、月次の小説コンテストや、出版社への売り込み方法の講習イベントなども随時開催されている。協会員の国籍や居住地は不問だが、著作家がプロフェッショナル会員として加入登録するには、米国内での出版経験を有するか米国内の著作権エージェントを介している必要がある。

### 組織運営
AGは501(c)(6) の非営利団体として認定された法人 The Authors Guild, Inc. によって運営されている。調査報道およびファクトチェック大手ProPublicaによると、AGの501(c)(6) 認定による連邦所得税免除は、1996年3月より適用されている。2016年度のAGの収入は2,512,043米ドルであり、うち61.7%は協会員からの会費収入が占める。
AGの姉妹組織として、The Authors Guild Foundation (全米作家協会財団)、The Authors League Fund (全米作家連盟基金)、およびThe Authors Registry (全米著作物管理機構) の3組織が挙げられる。「財団」は20世紀後半に設立され、寄付金を広く募って運用・管理してAGの活動を支えている。「基金」は1917年に創設され、収入減や疾病による生活困窮に備えた互助的な保険サービスを著作家に提供している。また「管理機構」は、著作権者に代わって米国外からの印税収入を徴収・分配する国際決済サービスを提供している。管理機構はAGの他、全米ジャーナリスト・作家協会 (The American Society of Journalists and Authors、略称: ASJA)、先述のDGA、および全米著作権エージェント協会 (The Association of Authors' Representatives、略称: AAR) の4組織によって1995年に共同設立された。
なお、AG本体が協会費を会員から徴収するのに対し、協会員外からの寄付は姉妹組織の「財団」が募る理由は、501(c) の認定タイプと税免除の違いによる。501(c) のうち、501(c)(6) は業界団体向けの非営利団体認定であり、寄付を受け取るAG側は連邦所得税が免除されるものの、501(c)(6) 組織に対して寄付をする個人・法人側には、その寄付金が税控除されないことからメリットが低いという特徴がある。一方、財団 (foundation) や慈善団体 (charitable organization)、宗教団体などは501(c)(3) に分類され、寄付者側も税控除の対象となる。そのため、501(c)(6) の業界団体は、別途501(c)(3) の財団を設立して寄付を募る商慣習がある。

### 著名人
AGの現行体制:
- 会長 (2017年～): ジェイムズ・グリック（英語版） (科学史研究者、ピューリッツァー賞および全米図書賞の最終候補者)
- 副会長 (2017年～): リチャード・ルッソ（英語版） (フィクション作家・脚本家、ピューリッツァー賞受賞者)

AGの歴代会長 (順不同):
- パール・S・バック (ノーベル文学賞およびピューリッツァー賞受賞者)
- レックス・スタウト (アメリカ探偵作家クラブ 巨匠賞受賞者、同クラブ第14代会長)
- マデレイン・レングル (児童文学作品のニューベリー賞受賞者)
- アン・エドワーズ（英語版） (伝記作家)
- ロバート・カロ（英語版） (伝記作家、ピューリッツァー賞受賞者)
- ハーバート・ミットガング（英語版） (新聞記者の労働組合NewsGuild-CWA（英語版）の理事メンバー、New York Times元編集者)
- J・アンソニー・ルーカス（英語版） (ジャーナリスト、ピューリッツァー賞受賞者)
- ウィリアム・L・シャイラー (ジャーナリスト、戦争特派員、歴史家)
- ロバート・マッシー (歴史家)

## 立法・司法案件

米国における著作権保護期間の例 (横軸: 著作権保護発生年、縦軸: 著作権保護年数、色分け: 法改正による延長期間)。著作が作成された時点で著者が35歳であり、70歳で死去すると仮定した場合。

AGは著作権者の利益を守る立場から、議会へのロビー活動を展開している。その活動例として、著作権の保護期間の延長、著作権保護の無方式主義 (著作者が著作物を登録せずとも自動で権利保護される) を規定したベルヌ条約の批准、執筆活動に関連する経費の税控除などが挙げられる。
またAGは、関係業界団体や著作者個人と連携する形で訴訟も起こしている。とりわけ2000年代に入り、紙媒体での出版が縮小する一方、著作物のデジタル化が普及し始めたことが背景にある。著作権法では、第三者による著作物の無断使用・複製・頒布は著作財産権の侵害とみなされる。しかし無断で使用しても一定の基準を満たしていれば、フェアユース (fair use、公正使用) として権利侵害には当たらないことから、フェアユースの範疇を巡って争われたのが「対Google訴訟」である。
さらに「フリーランサー訴訟」では、フェアユースに加えて職務著作 (別称: 法人著作、英: Work for hire) の概念も問われた。これは著作者個人が法人に雇用されており、その職務の一環で著作物を創作した場合は、著作権は雇用主に帰属するという考え方である。AGが原告団を務めたフリーランサー訴訟は、フリーランスの著作者による著作物が、雇用主ではない新聞社や雑誌などに寄稿され、その著作物が無断で二次利用されたとされるケースである。

### フリーランサー訴訟
新聞The New York Timesや雑誌Timeなどに寄稿された記事が、LexisNexisやUniversity Microfilms (現ProQuest) などの記事検索オンラインデータベースに無断転載されたとする集団訴訟「In re: Literary Works in Electronic Databases Copyright Litigation」である。原告団はAGを中心に、全米ジャーナリスト・作家協会 (ASJA)、全米作家労働組合 (NWU)、およびフリーランスの著作家21名で構成され、2000年に提訴した。これに対し出版各社は、元記事を改変した上でデータベースにデジタルアーカイブしただけであり、著作権侵害に当たらないと主張した。著名な著作家の間でも意見は分かれ、ピューリッツァー賞受賞者のデヴィッド・マカルーやドリス・カーンズ・グッドウィンなどは出版社側の主張を支持した。
合衆国最高裁判所は2001年、デジタル化後も著作権は著者に帰属するとし、原告勝訴と賠償の判決を言い渡した。その後、賠償の受給者対象を拡大する形で裁判は続いたものの、最終的に2014年6月、両当事者は総額1800万ドルで和解したと発表した。

### 対Google訴訟
著作権者に無断・無償で著作物をデジタルスキャンしてオンライン上に公開するGoogleブックスの行為は著作権侵害だとして、AGおよび著作家3名は2005年、集団訴訟を連邦地方裁判所に申し立てた。その翌月には、全米出版社協会 (The Association of American Publishers、略称: AAP) も同件で単独訴訟を起こした。
2008年時点ではGoogleがAGおよびAAPに対して総額1億2500万米ドルを支払う和解案に原告・被告ともに合意していた。しかし和解内容にはGoogleブックスと著作権者間の将来的なレベニューシェアも含まれていたことから、電子書籍市場におけるGoogleの独占化が懸念され、これが反トラスト法 (米国の独占禁止法) に抵触するリスクを判事および世論から指摘された。また、著作権者からの積極的な拒否がなければGoogleブックスに転載される合意条件では、Google側への過度の免責になるとの懸念もあった。和解の発効には裁判所の承認が必要とされるため、2009年と2011年の二度にわたって和解の修正案を当事者が再提出することとなった。
ところが一転、フェアユースを理由にGoogleブックスは合法であると連邦地方裁判所が裁定し、2013年には二審の連邦巡回控訴裁判所も一審を支持した。原告団側は最高裁に上告請求するも却下されたため、二審の判決で2016年4月に最終確定した。

### 対ハーティトラスト訴訟
Googleブックスのスピンオフ・プロジェクトでもあり、世界各国の大学図書館が参画する電子図書館のハーティトラストに対しても、AGは著作権侵害で2011年9月に提訴している。米国著作権法上では、図書館などの非営利目的の場合にフェアユースが適用されると規定されていることから、2012年10月にAGの訴えは退けられた。